# Gotiska ärkestiftet
Gotiska ärkestiftet är en kyrkogemenskap inom den ortodoxa kyrkan med ett ursprung i en gren av katakombkyrkan. Den bildades 1994 i Moskva och sedan 2008 finns också en gruppering i Sverige. En biskop av Gotland, Teodorik Sutter, invigdes 2011.
Kyrkosamfundet hävdar historisk koppling till det som kallats Gotiska Kyrkan som även kallats Skytiska kyrkan, bland annat på grund av den helige Vertranio (Bretannio) av Tomi som både var Gotiska ärkestiftets biskop och skyternas andlige ledare. Efter att Konstantinopelpatriarkatet bildats på 400-talet är Gotiska kyrkan känd som Gotiska ärkestiftet, och efter år 1283 även som "metropoliet av Gothia och Kafa", vars direkta jurisdiktion var Furstendömet Theodoro med centrum i Marcopia (dagens Mangup).

## Gotiska kyrkan under bysantinsk tid
Exakt när goterna blev kristna är osäkert, men enligt forna traditioner reste aposteln Andreas till Skytien, och enligt andra traditioner även norrut till Valaam och vidare till Gotland och Skandinavien . Att goterna var bekanta med kristenheten innan de lämnade Skandinavien är troligt, säkert är dock att de generellt var kristna när de etablerat sig i Hreidgotaland efter 200-talet e.Kr. Cirka år 270 e.Kr har goterna ett eget församlingsstift, med en biskop, munkväsende och nunnor och heliga jungfrur och vitt spridd kristen tro. "Theophilus, en gotisk biskop, närvarade vid Nikeanska konciliet år 325. De [goterna] hade prästerskap, munkar och nunnor, med oräkneliga troende. Under Athanarik, visigoternas kung, led de kristna redan ordentligt under blodig förföljelse" 
Theophilus, den förste kände biskopen för goterna, försvarade den trinitära och ortodoxa kristologiska positionen gentemot arianerna vid det första Ekumeniska konciliet i Nikea år 325 e.Kr, och finns som undertecknare av den nikeanska trosbekännelsen.  Den andre gotiske biskopen, vilken skapade det första gotiska icke-runiska alfabetet och även översatte hela Bibelns böcker till bibelgotiska, var Wulfila, vilken enligt tradition biskopsvigdes vid konciliet i Antiokia 341.
Majoriteten av de kristna goterna var ortodoxa, och endast i och med freden med den östromerske kejsaren Valens och genom Wulfila, den andre gotiske biskopens samtycke, som kommunion uppstod mellan arianer och de gotiskt-ortodoxa. 
| ”                       | Till de ignoranta gällande omständigheterna är det värt att förklara hur goterna drabbades av den arianska sjukan. Efter att de korsat Donau, och slutit fred med Valens, föreslog den närvarande och illa beryktade Eudoxius kejsaren att övertala goterna att acceptera nattvard med honom. De hade sannerligen sedan länge mottagit den gudomliga kunskapens strålar och hade fostrats i de apostoliska doktrinerna, "men nu", sade Eudoxius, "kommer åsikternas gemenskap göra freden allt starkare". Valens accepterade detta råd och föreslog till de gotiska ledarna en överenskommelse gällande doktrin, men de svarade att de inte skulle ge medtycke till att överge sina förfäders lära. Vid tidpunkten i fråga lydde de blint sin biskop Wulfila och de mottog hans ord som lagar vilka ingen kunde bryta mot. Delvis genom fascination över hans vältalighet och delvis genom mutor med vilka han kryddade sina förslag, lyckades Eudoxius övertyga honom att övertala barbarerna att emotta nattvard med kejsaren, och så vann Wulfila över dem genom förevändningen att konflikten mellan olika partier var en av personliga rivaliteter och inte involverade några doktrinära skillnader. Resultatet är att till denna dag hävdar goterna att Fadern är större än Sonen, men de vägrar att beskriva Sonen som en varelse, även om de är i kommunion med de som gör det. Ändå kan de inte sägas att ha fullständigt övergett sina fäders lära, då Wulfila i sina ansträngningar att övertala dem att ingå kommunion med Eudoxius och Valens förnekade att det fanns några doktrinära skillnader och att skillnaderna uppkommit genom tomma motsättningar | „ |
| – Kyrkofadern Theodoret | |   |

Vid denna tid hade dock hunnerna trängt in i Östeuropa och splittrat hrejdgoternas konung Ermanariks imperium, och goternas länder blev spridda enklaver. På Krim, i Trakien och senare i Septimanien (Katalonien) fanns länder som kallades Gothia. I det trakiska Gothia hänföll prins Athanarik åt hedendomen och inledde år 370 e.Kr en förföljelse av alla kristna. Kyrkofadern Augustinus skrev gällande detta att:
| ”                        | ...ska vi anta att det inte räknas som förföljelser när goternas konung förföljde de kristna i det verkliga gotiska konungariket med häpnadsväckande grymhet, eftersom det endast fanns kristna där?", och tillade att det var ögonvittnen han stödde sig på: "Många av dessa kröntes med martyrskapet, vilket vi hört från flera bröder, vilka var barn vid denna tid i det landet, och som omgående minns att de bevittnat dessa händelser". | „ |
| – Kyrkofadern Augustinus | |   |

Dessa år av förföljelser skapade universella martyrer, som Sankt Sabbas (Sava) Goten och Sankt Nikita (biskop Niketas).
Goternas inflytande i Bysans blev starkt, och sedan Konstantinopels patriarkat bildats blev goternas kyrka dess 34:de stift. Konstantinopels patriark och en av kristenhetens mest kända kyrkofäder, Johannes Chrysostomos, vigde själv Unila till biskop för goternas ärkestift. Johannes Chrysostomos predikade till goterna med hjälp av tolk i den gotiska kyrkan i Konstantinopel, vilken hade präster, diakoner och uppläsare vilka var goter och läste, predikade och sjöng på gotiska. Han var även den som utnämnde Unilas efterträdare som biskop för goternas ärkestift, och var dess beskyddare och vän vid denna tid 
Under ikonoklasmen, då bildstormare agerade mot de ortodoxa i Östrom och bannlyste ikoner, var det de gotiska kristna och dess ärkebiskop Johannes av Gothia (Johannes av Parthenope) som på Krim samlade ortodoxa flyktingar från Konstantinopel och utgjorde basen för det ikonvördande lägret.

## Goternas kyrka i Norden: fornnordisk ortodoxi?
Det kanske mest kontroversiella med Gotiska ärkestiftet är dess hävdande att vara Skandinaviens tidigaste kyrkojurisdiktion, existerande med säte på Krim (och senare även Gotland, i det som idag är St. Lars-ruinen) innan Roms och Ansgars mission på 800-talet.
Ämnet går emot den allmänna uppfattningen, även om det finns forskare som menar att Sverige hade rikliga kontakter med Bysans och Orienten och att influenser från bysantinsk kristendom är tydliga i Sveriges arkeologi och fornminnen under och före vikingatid. Det finns också forskning som indikerar att kristendomen var väl etablerad i delar av nuvarande Sverige redan på 700-talet, men att de ortodoxa influenserna senare förminskats genom den romersk-katolska kyrkans inflytande efter 1000-talet.
Det nära sambandet mellan främst Gotland och 'Gårdarike', även på det religiösa planet, är värt att ha i åtanke:
| ”                              | The Oriental coins and jewels found in the kourgans of the Ilmen show that the Novgorodians had an early and extensive commerce with the East. We see them exchange iron and weapons for the precious metals found by the Iougrians in the mines of the Ourals. They traded with the Baltic Slavs; and when the latter lost their independence, and a flourishing centre, Wisby, was formed in the Isle of Gothland, Novgorod turned to this side also. In the 12th century there was a Gothic trading dépôt and a Varangian Church at Novgorod, and a Novgorodian Church in Gothland. | „ |
| – Alfred Nicolas Rambaud, 1978 | |   |

Andra faktorer, som avtalet mellan Gotland, Riga och Smolensk år 1229, nästan 100 år innan Tyska orden påbörjade sin expansion i Baltikum, visar jämställdheten mellan "goter" och "ruser". I texten nämns de gamla relationerna mellan Gotlands goter och Smolensk, och tidigare Kiev. Samma år, 1229, instiftade även Stora Novgorod ett avtal med Gotland, där kyrkliga relationer (gällande gutarnas/goternas St. Olofkyrka) regleras i enlighet med hur de var "i forna tider". Bilden gällande kristendomens införande i Norden börjar dock förändras, och de tidigare nämnda ortodoxa, bysantinska kopplingarna synliggörs alltmer. På Gotland finns än idag kyrkoruiner som St. Olof (efter Skutkonung), St. Lars (vilken är ett av Gotiska ärkestiftets katedral), och Garda-kyrkan och Drotten, vilka antingen är förkatolska eller tydligt bysantinsk-ortodoxa. Thomas Bevenheim vid Västgötaskolan har bland annat skrivit om Liljestenarna att det står ganska klart "att dessa stenar torde komma från en tid innan den stora brytningen mellan den grekisk-ortodoxa och den romersk-katolska kyrkan år 1054, och att de tillhör en tidig kristendom, som Adam av Bremen av propagandaskäl kallade hedendom - för Adam var ju all annan kristendom än hans romersk-katolska tro "en hedendom"."

## De gotiska kristna under osmaner och islam
Gyllene horden och tatarernas erövringar i Östeuropa under 1200-talet påverkade goterna på Krim och avskiljde dem från resten av världen, och efter upprättandet av Krimkhanatet år 1475 blev de undersåtar till en av historiens största slavstater.
Spår av goterna i öst fortsatte dock dyka upp med jämna intervaller i västerlandet. Bland annat genom Ruysbroeck av Flandern som reste för Louis IX:s räkning, och fann år 1253 "fyrtio byar, bland vars invånare fanns många goter, vars språk var 'tyska'" mellan Kherson och Soldaja. År 1436 rapporterade Josafa Barbaro från Venedig om goter vid Svarta havet som talade "tyska" och bodde i "Gothia", och med vilken hans tyske tjänare kunde tala obehindrat med. Även Busbeq, som nedtecknade krimgotiska ord, och Josef Scaliger, som berättade att det fanns goter bland Perekoptatarerna vilka ännu innehade både Gamla och Nya testamentena på Wulfilas bibelgotiska, var sena utomstående betraktare, liksom jesuiten Mondorf som 1750 samtalade med en gotisktalande galärslav som han köpt av turkarna och genom honom fått veta att gotiskan ännu talades, men att den kristna tron utrotats och ersatts av animism och tillbedjan till bildstoder av trä. Archibald Andersson Scott skrev att "hedendomens tidvåg, vilken slukade alla länder runt Svarta havet, översvämmade även den lilla Kyrka som först mottagit, och innehaft längst, evangeliets enkla tro". Vilket dock verkar ha visat sig en överdrift, då goternas kyrka överlevde osmanerna.

## Gotiska kyrkan under Rysk-ortodoxa kyrkan
Kyrkojurisdiktionen överfördes till den ryska kyrkans jurisdiktion 1779, då Katarina den Stora befriade Krim från tatarernas khanat, och därmed frigjorde goterna från slavtillvaron, men efter biskop Ignatius Hodsens död 1786 och goternas utvandring från Krim över Azovska sjön de facto upplöstes och förde en borttynande tillvaro. De sista rent gotisktalande goterna upphörde även att existera på grund av detta.  